# The Golden Age of Grotesque
The Golden Age of Grotesque è il quinto album in studio del gruppo musicale statunitense Marilyn Manson, pubblicato il 13 maggio 2003 dalla Nothing Records e dalla Interscope Records.
È stato l'ultimo album del gruppo con il chitarrista John 5. Su un numero del 2007 della rivista rock Kerrang! è stato rivelato che The Golden Age of Grotesque avrebbe dovuto segnare l'addio dei Marilyn Manson al mondo della musica. L'album ha ricevuto recensioni positive da parte dei critici musicali e ha debuttato direttamente al numero 1 nella Billboard 200. A oggi, ha venduto oltre 4 milioni di copie in tutto il mondo.

## Descrizione

### Antefatti e pubblicazione
In una nota sul sito ufficiale del gruppo risalente al novembre 2001, Manson affermò che il quinto album in studio del suo gruppo sarebbe stato «altamente guidato dalle chitarre», nonostante affermazioni precedenti secondo le quali le percussioni l'avrebbero fatta da padrone. Rivelò anche di essere al lavoro con il batterista Joey Jordison degli Slipknot per realizzare un remix di The Fight Song e che stava collaborando con Tim Sköld per realizzare la colonna sonora originale del film di prossima uscita Resident Evil. Il 29 maggio 2002 Skold divenne un membro ufficiale del gruppo, sostituendo Twiggy Ramirez che lasciò amichevolmente il gruppo a causa di divergenze creative.
La maggior parte del lavoro di creazione dei brani di The Golden Age of Grotesque è stato diviso tra Skold, John 5 e Marilyn Manson. A livello musicale, l'album risulta essere molto più elettronico e ricco di percussioni rispetto ai precedenti dischi del gruppo e molti critici affermarono che questi suoni ricordano a tratti i KMFDM — e ciò è attribuibile a Sköld, che era proprio un componente di quel gruppo fino a prima di approdare nei Marilyn Manson. In un'intervista del gennaio 2008 con The Heirophant, Manson rivelò che la maggior parte del lavoro con le tastiere e con il sintetizzatore fu realizzato da lui stesso e non dall'allora tastierista del gruppo, Madonna Wayne Gacy. Gacy, stando a quanto dichiarato da Manson, dimostrò un quasi totale disinteresse nel collaborare creativamente durante le prime fasi della produzione dell'album, arrivando ad allontanarsi dal gruppo al punto di rifiutarsi di fare le prove in studio quando venne informato che le sessioni di registrazione del disco sarebbero iniziate nel mese di giugno del 2002. Per questo motivo, Manson fu accreditato come compositore di undici delle quindici tracce presenti sul disco oltre che, come di consueto, per i testi.
Nel mese di maggio 2002 Manson iniziò la sua lunga collaborazione con l'artista austro-irlandese Gottfried Helnwein per realizzare il materiale grafico dell'album e vari altri progetti, incluse diverse esibizioni e il materiale che accompagnò il saggio di Manson per la Rock and Roll Hall of Fame. Un'immagine nel libretto del disco contiene un'evidente allusione all'assassinio di John Fitzgerald Kennedy, dato che ritrae Manson che sorveglia una bambina intenta a giocare con un fucile Carcano, lo stesso modello del fucile dell'assassinio di John Fitzgerald Kennedy. Helnwein espresse successivamente il suo disappunto per il fatto che questa immagine non fu scelta come copertina per l'album.
Esiste una versione limitata del disco, che include un DVD intitolato Doppelherz, un cortometraggio surrealista diretto dallo stesso Manson con la supervisione di Helnwein.

### Tematiche
"L'immaginazione è una necessità, e non penso sia un qualcosa di male. Posso inventarmi immagini come ho fatto con Helnwein, e sono "cattive", sono proibite, ma posso prendere un'immagine di gran lunga peggiore, che è sulla CNN ed è la realtà. Così non possiamo essere censurati. È il mondo reale. Ma è un brutto messaggio da trasmettere ai ragazzi che stanno crescendo, credo."
Marilyn Manson
Con la presenza di tematiche provenienti dagli anni trenta, in particolare dall'era della Germania pre-nazista e dalla Repubblica di Weimar, i temi musicali e visuali del disco si rifanno principalmente al libro di Mel Gordon Voluptuous Panic: The Erotic World of Weimar Berlin. Preoccupato per il fatto che Gordon avesse potuto sollevare polemiche per l'utilizzo del materiale tratto dal libro, Manson chiamò Gordon, che disse di non poter immaginare un complimento più grande di un album musicale basato su un libro accademico. La copertina dell'album è influenzato anche dalle illustrazioni presenti in Voluptuous Panic.
The Golden Age of Grotesque segue l'evoluzione di Manson da lui stesso ("Thaeter") a '"Obsequey (The Death of Art)", o la trasformazione dell'"arte in un prodotto". La trama dell'album è duplice: parla di un cantante di ballate punk rock che predica di vivere la vita al massimo con la presunzione che non c'è alcun futuro. La seconda storia va a parodiare l'idea che vivere la vita al massimo ci ha portati a una stupidità nichilistica; da qui la frase "rebel to sell" ("ribellarsi per vendere") presente in The Bright Young Things e la trasformazione in un'icona "felice" e commercialmente accettabile, Topolino (durante la promozione dell'album, Manson si truccò proprio da Topolino). A livello di testi, questo album è ricco di riferimenti storici e alla cultura popolare, così come il precedente Holy Wood (In the Shadow of the Valley of Death). I riferimenti includono Peter Pan, Adolf Hitler e Oscar Wilde. Come in molti altri suoi lavori, Manson usa molti giochi di parole, paronomasie e doppi sensi, dando vita a parole come "gloominati", "scabaret sacrilegends", "vivi-sex symbol", "cocaingels", "mOBSCENE", "vodevil" e "para-noir".

## Promozione
Il 12 maggio 2003 fu organizzata una festa di lancio eccezionale al The Key Club di Los Angeles per celebrare l'uscita del nuovo disco. Il 16 maggio 2003 i Marilyn Manson furono ospiti al Jimmy Kimmel Live!, dove hanno eseguito i singoli mOBSCENE e This Is the New Shit. Un film intitolato A Grotesque Evening with Marilyn Manson fu pubblicato in Spagna per promuovere l'album.
Due furono i singoli estratti dal disco, mOBSCENE e This Is the New Shit; il primo raggiunse la vetta della classifica di vendita in Belgio ed entrò in top 10 in dodici altri Paesi. Un controverso videoclip diretto da Asia Argento fu prodotto indipendentemente per il brano (s)AINT. A causa delle scene di violenza, nudità, masturbazione, consumo di droga e automutilazione presenti nel video, Interscope Records si rifiutò di essere coinvolta nel lavoro e bloccò ogni possibilità di pubblicazione convenzionale, cancellando anche i progetti che volevano la pubblicazione di (s)AINT come terzo singolo estratto dal disco. Una quantità limitata di DVD fu disponibile per un breve periodo di tempo sul sito ufficiale della band, ed il video "incriminato" fu successivamente incluso nelle versioni internazionali di Lest We Forget, tra i contenuti bonus.

### Grotesk Burlesk Tour

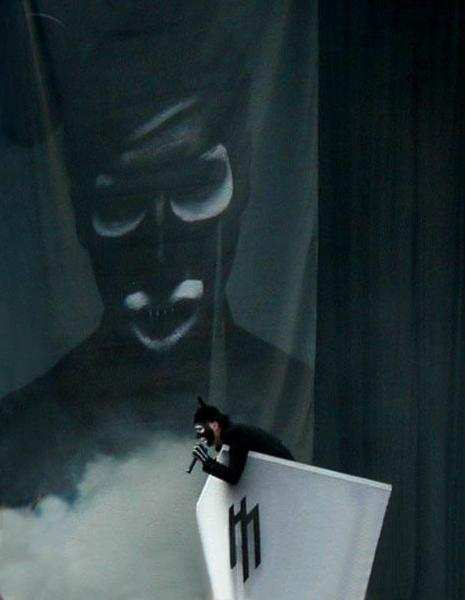
I Marilyn Manson in uno dei concerti del Grotesk Burlesk Tour.

Grotesk Burlesk fu il nono tour nel quale i Marilyn Manson si imbarcarono sotto contratto con l'etichetta discografica Interscope Records. Iniziato l'11 aprile 2003 e terminato il 3 gennaio 2004, il tour includeva otto trance, dall'Eurasia al Giappone al Nordamerica, per un totale di 105 spettacoli offerti su 109 pianificati. Gran parte dell'elaborato abbigliamento indossato da Manson durante il tour fu disegnato dallo stilista francese Jean-Paul Gaultier.
Il palco assomigliava a quelli dei classici spettacoli di burlesque degli anni trenta, un tema molto ricorrente nell'album. Per rafforzare ancora di più questo richiamo al burlesque e agli anni trenta, erano presenti sul palco per gran parte dello show due ballerine in abiti burlesque, che ballavano sulle note di mOBSCENE  e Sweet Dreams (Are Made of This), suonavano il pianoforte durante The Golden Age of Grotesque e il timpano a gambe per Doll-Dagga Buzz-Buzz Ziggety-Zag. Apparivano inoltre durante l'esecuzione di Para-noir. Vestite come fossero congiunte, accompagnavano Manson quando questi veniva sollevato circa 12 metri sopra il palco, così come accadeva durante le esecuzioni di Cruci-Fiction in Space nel Guns, God and Government Tour. Il palco aveva anche una serie di piattaforme. Manson cantava da un podio The Fight Song truccato da blackface, indossando un elmetto da SS con orecchie simili a quelle di Topolino. Durante le esecuzioni di The Dope Show, Manson indossava braccia allungate progettate da Rudy Coby, che muoveva a ritmo di marcia mentre camminava per il palco. Alla fine di ogni esecuzione di The Golden Age of Grotesque, Manson suonava il sassofono — raro caso di un cantante che suona uno strumento dal vivo durante un concerto.

## Accoglienza

### Critica
| Recensione        | Giudizio |
| ----------------- | -------- |
| AllMusic          |          |
| Alternative Press |          |
| BBC Music         | Positivo |
| The Guardian      |          |
| Q                 |          |
| Rolling Stone     |          |
| Drowned in Sound  |          |

Il responso iniziale da parte della critica per The Golden Age of Grotesque fu tiepido. Metacritic, che assegna un punteggio da 1 a 100 in base alla media ottenuta con le recensioni dei critici più famosi, diede al disco 60 punti sulla base di 12 recensioni. Nonostante sia stato inserito nelle liste "best of" del 2003 da molti critici, altri considerano questo come l'album peggiore di Manson, sostenendo che manca di originalità e di testi ponderati a confronto con i lavori precedenti.
La maggior parte delle critiche positive erano focalizzate particolarmente sulla produzione dell'album: Q affermò che «Grotesque suona rock come un bastardo», mentre Alternative Press commentò il disco dicendo che «l'esercito del casino dietro la sua amarezza è fin dall'inizio massiccio e di grande effetto», assegnando al disco un punteggio di 8 su 10. Stephen Thomas Erlewine, in una recensione straordinariamente positiva per AllMusic, elogiò il «sordo stridio metallico» dell'album, descrivendolo come «leggero e sciolto, nonostante sia inzuppato di distorsioni e urli». Erlewine affermò anche che «[...] in un'epoca in cui gli heavy rocker non hanno idea di cosa accadde negli anni ottanta, e meno ancora negli anni trenta, è difficile non entusiasmarsi per questo, anche se la sua musica non fa parte del vostro bagaglio personale», prima di dire che «diversamente dal passato, Manson non sta prendendo sé stesso così seriamente. Tutto ciò porta ad un gran bell'album—magari non il suo migliore, e certamente non quello che attirerà su di sé la massima attenzione, ma è un inferno molto più grandioso di ciò che i suoi colleghi stanno producendo, e regge il confronto con i suoi lavori precedenti. Offre anche un pizzico di divertimento, e questo conta molto.» Barry Walters di Rolling Stone commentò dicendo che «Marilyn Manson dovrebbe veramente stancare ora. Ciò che sorprende è il fatto che ci sia ancora così tanta vita in quel che Manson sta rielaborando. [...] L'album perde slancio man mano che le canzoni rallentano diventando noiose, ma la prima metà di Grotesque brilla più di quel che dovrebbe».

### Vendite
Negli Stati Uniti, The Golden Age of Grotesque ebbe un modesto successo commerciale. L'album debuttò al primo posto nella classifica Billboard 200, con 118.000 copie vendute nella prima settimana — solo 1000 in più di quanto vendette il precedente album Holy Wood (In the Shadow of the Valley of Death) durante la sua prima settimana di commercializzazione, debuttando al 13º posto — e fu il disco che vendette meno tra quelli che raggiunsero il 1º posto in classifica quell'anno. A novembre 2008, il disco risulta aver venduto 526.000 copie negli Stati Uniti ma non è ancora stato premiato dalla RIAA. Durante la sua seconda settimana di vendite, il disco raggiunse il vertice della Billboard Canadian Albums.
Al contrario, in Europa l'album ebbe il debutto più di successo tra tutti i dischi di Manson, arrivando a raggiungere la top 5 nella maggior parte dei Paesi europei. Raggiunse la prima posizione in cinque Paesi — Austria, Belgio (Vallonia), Germania, Italia e Svizzera — e la top 5 in Belgio (Fiandre), Francia, Norvegia, Portogallo, Regno Unito e Svezia. Ricevette un disco d'oro anche in Germania dalla BVMI per aver venduto oltre 250.000 copie (oggi il disco d'oro in Germania viene assegnato raggiungendo il traguardo delle 100.000 copie vendute). L'album ottenne il disco d'oro anche in Austria, Svizzera e Regno Unito, per aver rispettivamente venduto 10.000, 20.000 e 100.000 copie.
In Australia e Nuova Zelanda, The Golden Age of Grotesque debuttò rispettivamente al numero 5 ed al numero 16 delle classifiche ufficiali. Vinse il disco d'oro in Australia, assegnatogli dalla ARIA, per aver raggiunto il traguardo delle 35.000 copie vendute.
Secondo MTV España, l'album ha venduto circa 4 milioni di copie totali nel mondo, molto meno dei precedenti album della band.

## Tracce
Testi di Marilyn Manson, eccetto dove indicato.
1. Thaeter – 1:14 (musica: Madonna Wayne Gacy, Marilyn Manson, Tim Sköld)
2. This Is the New Shit – 4:19 (musica: John 5, Marilyn Manson, Tim Sköld)
3. mOBSCENE – 3:25 (musica: John 5, Marilyn Manson)
4. Doll-Dagga Buzz-Buzz Ziggety-Zag – 4:10 (musica: John 5, Marilyn Manson, Tim Sköld)
5. Use Your Fist and Not Your Mouth – 3:34 (musica: John 5, Marilyn Manson)
6. The Golden Age of Grotesque – 4:05 (musica: John 5, Marilyn Manson)
7. (s)AINT – 3:42 (musica: John 5, Marilyn Manson, Tim Sköld)
8. Ka-Boom Ka-Boom – 4:02 (musica: John 5, Tim Sköld)
9. Slutgarden – 4:06 (musica: John 5, Marilyn Manson)
10. Spade ♠ – 4:34 (musica: John 5)
11. Para-noir – 6:01 (musica: John 5, Madonna Wayne Gacy, Marilyn Manson, Tim Sköld)
12. The Bright Young Things – 4:19 (musica: John 5)
13. Better of Two Evils – 3:48 (musica: John 5, Madonna Wayne Gacy, Marilyn Manson, Tim Sköld)
14. Vodevil – 4:39 (musica: John 5, Sköld)
15. Obsequey (the Death of Art) – 1:35 (musica: Marilyn Manson, Tim Sköld)

Tracce bonus nell'edizione internazionale
1. Tainted Love – 3:20 (Ed Cobb) – cover del brano di Gloria Jones

Tracce bonus nelle edizioni britannica e giapponese
1. Baboon Rape Party – 2:41 (musica: Marilyn Manson, Tim Sköld)
2. Paranoiac – 3:54 (musica: John 5, Madonna Wayne Gacy, Marilyn Manson, Tim Sköld) – assente nell'edizione britannica

## Formazione
Gruppo
- Marilyn Manson – voce, sintetizzatore, tastiera, loop, revisione, elettronica, arrangiamenti, produzione, compositore
- John 5 – chitarra, chitarra ritmica, pianoforte, strumentazione, compositore
- Tim Sköld – basso, chitarra, fisarmonica, tastiere, produzione, loop, grafica, revisione digitale, programmazione percussioni, basso sintetizzato, elettronica, ritmi, compositore
- M.W. Gacy – compositore, revisione, elettronica, loop, arrangiamenti, sintetizzatore, tastiere, tastiere dal vivo
- Ginger Fish – batteria, direzione ritmica

Produzione
- Chuck Bailey – ingegneria acustica
- Tom Baker – masterizzazione
- Jon Blaine – acconciatore
- Blumpy – revisione digitale
- Jeff Burns – assistente
- Ross Garfield – tecnico percussioni
- Lily & Pat – voce (mOBSCENE e Para-noir)
- Ben Grosse – produzione, ingegneria, revisione digitale, missaggio
- Mark Williams – A&R
- Gottfried Helnwein – direzione artistica

## Classifiche
| Classifica (2003) | Posizione massima |
| ----------------- | ----------------- |
| Australia         | 5                 |
| Austria           | 1                 |
| Belgio (Fiandre)  | 4                 |
| Belgio (Vallonia) | 1                 |
| Canada            | 1                 |
| Danimarca         | 6                 |
| Finlandia         | 8                 |
| Francia           | 2                 |
| Germania          | 1                 |
| Irlanda           | 7                 |
| Italia            | 1                 |
| Norvegia          | 4                 |
| Nuova Zelanda     | 16                |
| Paesi Bassi       | 14                |
| Polonia           | 18                |
| Portogallo        | 4                 |
| Regno Unito       | 4                 |
| Spagna            | 7                 |
| Stati Uniti       | 1                 |
| Svezia            | 4                 |
| Svizzera          | 1                 |
| Ungheria          | 28                |

## Date di pubblicazione
| Paese        | Data           | Etichetta          | Formato      | Catalogo  |
| ------------ | -------------- | ------------------ | ------------ | --------- |
| Messico      | 5 maggio 2003  | Interscope Records | Compact disc | 9800078   |
| Germania     | 12 maggio 2003 | Interscope Records | Compact disc | —         |
| Nord America | 13 maggio 2003 | Interscope Records | Compact disc | 37002     |
| Regno Unito  | 13 maggio 2003 | Interscope Records | Compact disc | 9800065   |
| Australia    | 19 maggio 2003 | Interscope Records | Compact disc | 9800065   |
| Giappone     | 17 giugno 2003 | Interscope Records | Compact disc | UICS 1050 |